# 마커스 루이스
마커스 루이스(Marcus Louis) 또는 피에르 마르세이유(Pierre Marceau)는 (1992년 ~ )는 프랑스의 프로레슬링선수다. 인디단체와 WWE NXT에서 활약했다가 방출당하였고, 2016년 3월 TNA로 이적한다.